# Сайлас (Щоденники вампіра)
Сайлас (англ. Silas) — песорнаж із телесеріалу «Щоденники вампіра». Один із наймогутніших магів в історії, перший Безсмертний. Він старший за сім'ю Стародавніх вампірів на 1000 років.

## Історія

### Період до перетворення на Безсмертного
Народився в Стародавній Греції, за часів Римської імперії (імовірно до народження Ісуса Христа, тобто до нашої ери максимум за 20-25 років до народження Христа). До перетворення на Безсмертного був магом і чаклуном та був одним із лідерів Мандрівників. До 20-25 років свого людського життя досяг найвищої могутності в пізнанні магії та став наймогутнішим магом на Землі. Надалі він зустрів відьму Кетсію, яка була не менш могутньою відьмою (хоча не так сильно вона йому й поступалася, тримаючись на одному рівні пізнання магії з Сайласом). Разом вони були наймогутнішими членами спільноти Мандрівників. Сайлас і Кетсія спільно творили різні закляття і довгий час жили у світі разом, поки не побралися один з одним і створили перший еліксир безсмертя. Сайлас, як і Кетсія, хотів стати безсмертним і жити вічно разом із коханою. Кетсія думала, що саме вона і була його коханою, тому що вона любила його по-справжньому і пішла на створення першого закляття безсмертя заради кохання до Сайласа. Але в результаті виявилося, що Сайлас весь цей час кохав іншу — жінку на ім'я Амара, служницю Кетсії. Саме разом з нею вони випили з чаші, в якій знаходився приготований Сайласом та Кетсією еліксир, обидва вони стали першими безсмертними. Зрозумівши, що її жорстоко зрадили, Кетсія відплатила Сайласу не менш жорстоко — вона для помсти Сайласу вбила Амару (як потім виявилося, Амара залишилася жива і була все 2000 років Опорою Іншої сторони — пропускним коридором в потойбічний вимір для всіх надприродних істот на Землі) і за допомогою закляття висушення заморозила Сайласа, перетворивши на камінь і замкнувши його в гроті (який надалі потрапить до Нової Шотландії, Північної Америки і саме там він і буде виявлений і звільнений від сну). Також Кетсія створила ліки від безсмертя (в єдиному екземплярі). Їй вистачило сил, щоб створити надприродне чистилище — Іншу сторону — місце, куди могли потрапляти всі надприродні істоти на Землі після смерті. Але чи так було інакше одне — Сайлас постраждав через свою недалекоглядність і, прийнявши еліксир безсмертя, він втратив магію і перестав бути чаклуном. Правда він після свого воскресіння знайшов нові, воістину руйнівні здібності, які не мав ніхто за всі часи. Сайлас найсильніший вампір, він може витримати все.

### 4 сезон
Сайлас вперше згадується на початку 4 сезону, коли професор Шейн збирається «розбудити» його, а Кол всіляко намагається завадити йому в цьому, говорячи, що нібито Сайлас принесе пекло на землю, воскресивши всіх мертвих. В епізоді 4.14 Кетрін прикинулася Елейною і насильно напоїла Сайласа кров'ю Джеремі. Як з'ясувалося, причина 2000-річного голодування Сайласа — його подруга Кетсія, яка свого часу зробила Сайласа безсмертним на його прохання (Він хотів назавжди залишитися зі своєю коханою), після чого Кетсія приревнувала Сайласа і перетворила його на «камінь». Головною метою Сайласа після його «пробудження» було возз'єднання зі своєю коханою, відьмою Амарою. Він хотів зруйнувати завісу між нашим світом та потойбічним, після чого прийняти ліки та навіки бути з Амарою. Але в цьому йому завадила Бонні. Вона в епізоді 4.22 наклала на нього закляття, яке використовувала Кетсія, щоб перетворити Сайласа на «камінь». В останньому епізоді четвертого сезону з'ясовується, що після смерті Бонні закляття скам'янення зійшло зі Сайласа, а Стефан Сальваторе є двійником Сайласа, після чого останній замикає Стефана у сейфі, що був призначений для Сайласа, і скидає його в озеро.

### 5 сезон
Сайлас через 3 місяці повертається в Містік Фоллс, щоб знайти Кетрін, у чиїх жилах течуть ліки від вампіризму. Незабаром він таки отримує ліки, знову стаючи наймогутнішим магом у світі. Згодом Сайлас дізнається, що весь цей час Опорою була його кохана Амара. Він рятує Амару, проте на подяку вона нападає на нього, випиваючи його кров, стаючи людиною. Коли Сайлас знайшов її, вона хотіла вчинити самогубство, тому що їй не хотілося жити. Вона благає його, щоб він допоміг їй померти, після чого вона вмирає. Весь цей час Стефан бажає помститися Сайласу за 3 місяці «Пекла», які він провів у сейфі під водою, помираючи знову і знову. У результаті Стефан вбиває Сайласа, і Сайлас потрапляє на іншу сторону.
Після виходу Маркуса з іншого боку сторона починає розвалюватися, засмоктуючи всі душі. Сайлас, будучи примарою, пропонує свою допомогу Бонні у заклятті, яке допоможе її друзям вийти з того боку і знову бути живими, натомість він хоче, щоб Бонні витягла його. Коли він їй допомагає, його починає засмоктувати так само, як і інші душі до нього. Коли він намагається втриматись і просить Бонні про допомогу, вона йому не допомагає, тим самим помстившись за вбивство її батька.

## Здібності
Сайлас був одним із наймогутніших магів в історії, але після перетворення на безсмертного вампіра його магія зникла. І тільки після того, як він прийняв ліки, він знову став Магом. Тут представлені здібності, які у нього були під час того, коли він був Безсмертним:
- Контроль розуму — Сайлас може «залазити» будь-кому в голову і змушувати бачити те, чого немає. Наприклад, він може з'явитися всім в образі Деймона або Стефана, Клауса, Керолайн і т. д. Це здатність, що дозволяє працювати безпосередньо з розумом жертви, тому Сайлас може змусити жертву відчувати що завгодно. Так, наприклад, Сайлас використав цю здатність на Бонні, змусивши відчувати, ніби та задихається.
- Телепатія — Сайлас може прочитати думки будь-якої людини, відьми, вампіра, перевертня, гібрида і навіть Стародавніх[3], або Стародавнього Гібрида. Але він не може читати думки того, в кого вселився Мандрівник, а також мисливців, таких як Джеремі, Коннор, Он. Здібність може бути активована постійно і масово (читання думок відразу у кількох людей), проте вона вимагає деякої концентрації під час самого процесу зчитування думок. Навіювання — Сайлас може навіювати будь-якій людині, чаклунові/відьмі, вампіру, перевертню, гібриду, і навіть Давньому вампіру або Гібриду. А також він може вселяти масово, як він це зробив на міській площі, на якій знаходилося все місто, вселяючи всім стояти, не рухатися, шукати для нього Кетрін і забути про вбивство мера. При цьому вербена не захищає від навіювання Сайласа. Примітно також і те, що зоровий контакт у цьому випадку не є обов'язковою умовою.
- Абсолютне безсмертя — Сайласа не можна вбити нічим, він не старіє, не піддається хворобам та інфекціям тощо.
- Запрошення — йому не потрібне запрошення власника і він може увійти до будь-якого будинку або квартири без нього.

## Слабкості
- Ліки — ліки можуть вилікувати будь-якого вампіра і гібрида від вампіризму, включаючи Стародавніх і Сайласа.
- Відсутність крові — як і всі вампіри він не може нормально існувати без крові. При тривалому утриманні він впаде в коматозний стан.
- Зламана шия — це виведе його з ладу на деякий час.
- Кинджал тата Тунди — офіційно цей кинджал не вб'є Сайласа, але створить видимість смерті. Він буде притомний, але знерухомлений і змучений болем. Але Сайлас якось сказав, що подолав прокляття мисливця, а значить і з цим кинджалом теж, напевно, впорається.

## Фанатські теорії
Еліксир, який приймав Сайлас, не вимагав самогубства — це підтверджується тим фактом, що в серіалі нам би показали або хоча б згадали в розмові те, яким чином він став безсмертним, до того ж, якщо згадати, коли вампіри приймали ліки, було видно що вони втрачали свідомість, тобто хіба що помирали, і воскресали простими людьми, якщо згадати, то ні Сайлас, ні Амара не втрачали свідомості після прийому ліків.
На Сайласа не поширювався побічний ефект ліків — це видно, тому що після того, як з Кетрін висмоктали ліки, вона одразу почала старіти, а їй було всього 500 років. Уявіть, з якою швидкістю повинен був постаріти Сайлас, адже йому 2000 років.
Сайлас зміг би маніпулювати Сиренами, а їх спів не діяв би на нього. Давайте пригадаємо, що Сайлас сказав Бонні про те, що впорався з прокляттям мисливця за 5 хвилин, що говорить про його величезну силу волі, а значить, він міг би легко чинити опір співу Сібіл або Силіни. Сайлас показав більш високий рівень у проникненні та маніпуляції, якщо він навіть Кетсії зміг навіяти забути їхню розмову і так само він навіяв Бонні бачити те, що він хоче. Це всього лише теорія, але згадайте, з як легко Ензо чинив опір Сібіл, і як важко було головним героям протистояти примусу Сайласа.

## Цікаві факти
Закляття мандрівників на Сайласі не спрацювало б, оскільки було видно, що це закляття на мандрівників не діяло, а закляття безсмертя Сайласа було зроблено за допомогою магії мандрівників.
В 11 книзі «Спасіння. Невидимий» з'являється Соломон, Стародавній чистокровний вампір. Соломон і Сайлас мають здібності, що дозволяють змінювати свої фізичні форми і приховувати свої справжні тіла, ось тільки Соломон здебільшого шейпшифтер, тоді як Сайлас створює ілюзії.

## Див також
- Список персонажів телесеріалу «Щоденники вампіра»